# 张经墓
张经墓，位于中国福建省福州市鼓楼区洪山镇原厝村黄店山，为一个省级文物保护单位，类型为古墓葬，为第一批福建省文物保护单位，公布时间为1961年5月10日。
张经墓的历史年代为明。